# Cavanagh (townland)
Cavanagh (irlandais : Cabhanach, « nombreux creux ») est un townland dans la paroisse civile de Tomregan et le comté de Cavan, en Irlande. Il se situe dans l'ancienne baronnie de Tullyhaw.

## Géographie
Quatre townlands limitent le territoire :
- au nord, Mullaghduff ;
- à l'est Cranaghan ;
- au sud, Cloncollow ;
- à l'ouest Agharaskilly.

Lough Rud (Loch Roda = le lac rouge) et une colline (drumlin) culminant à 67 m caractérisent le townland. 
La route nationale N87, Cavanagh lane et la voie ferrée abandonnée des Cavan and Leitrim Railways traversent le secteur. 
Le townland couvre 111 ha dont 3,6 ha en eau.

## Toponymie
Le nom du townland vient de ses nombreux secteurs de terres basses au milieu des drumlins. La mention la plus ancienne du nom est trouvée dans une carte remontant à l'Ulster Plantation, en 1609, où Cavan figure.
En 1610 et 1630, des actes nomment les lieux Cavan. En 1652, ce sont Aghtrecavan et Ightercavan (en irlandais 'Cabhanach Uachtar' et 'Cabhanach Íochtar’ signifiant Haut Cavanagh et Bas Cavanagh). Le « Down Survey » de 1659 cite Caven. En 1666, un acte mentionne Cavan alias Caven. Caven figure sur la carte de William Petty de 1685.
Dans la liste de Cavan Carvaghs, Cavans est relevé pour 1790.
Dans son annuaire, Ambrose Leet écrit Cavans en 1814.

## Histoire
Le 23 juin 1610, par don du roi James VI et Ier, deux parcelles de Cavan sont attribuées à Hugh Culme, écuyer, comme parties du Manoir de Calva.
Hugh Culme cède ensuite ses droits à Walter Talbot de Ballyconnell. Walter Talbot meurt le 26 juin 1625 à Ballyconnell. Son fils James Talbot, âgé de 10 ans, lui succède.
Une enquête menée à Cavan le 20 septembre 1630 déclare que les terrains de Walter Talbot donnent droit à deux votes pour Cavan.
Vers 1652, les rebelles irlandais de la région de Ballyconnell sont vaincus et placés sous le contrôle du capitaine cromwellien Thomas Gwyllym. Il était originaire de Glenavy, comté d'Antrim, où son père, le révérend Meredith Gwyllym, était vicaire des paroisses de Glenavy, Camlin, Tullyrusk, Ballinderry et Magheragall de 1622 à peu de temps après 1634.
Le nom de Gwyllym apparaît pour la première fois dans la région en tant que propriétaire dans le  Commonwealth Survey de 1652 qui répertorie le townland comme étant sa propriété. Gwyllym a également été commissaire de Cavan dans les ordonnances Hearth Money de 1660 et dans les  Hearth Money Rolls de 1664, il possède cinq foyers à Ballyconnell. Après la restauration du roi Charless II sur le trône en 1660, James Talbot tenta de reprendre le domaine de Ballyconnell mais une dernière concession fut accordée à Thomas Gwyllym en août 1666. Il comprenait 39 acres, 2 arcs, 8 perches de terrain dans Cavan alias Caven. Thomas Gwyllym meurt en 1681 et son fils, le colonel Meredith Gwyllym, hérite du domaine de Ballyconnell, notamment de Cavanagh.
Le domaine de Gwyllym fut vendu pour 8 000 £ en 1724 au colonel Alexander Montgomery (1686-1729) de Convoy House (comté de Donegal), M.P. pour le comté de Donegal 1725 à 1729. Il meurt en 1729 et laisse le domaine de Ballyconnell à son neveu George Leslie qui prend alors le nom de George Leslie Montgomery. George Leslie Montgomery fut membre du parlement pour Strabane, comté de Tyrone de 1765 à 1768 et pour le comté de Cavan de 1770 à 1787. Il laissa la succession de Ballyconnell à son fils George Montgomery, dont les biens étaient administrés par la chancellerie car il était simple d'esprit.
George Montgomery mourut en 1841 et sa succession passa à ses cousins Enery de Bawnboy. En 1856, ils vendirent le domaine pour profiter de sa valeur accrue en raison de l'ouverture du canal de Woodford traversant la ville la même année. Le domaine a été divisé entre différents acheteurs.
Les rôles de la dîme de 1827 énumèrent les payeurs de taxes suivants dans le townland : Patterson, Armstrong, Core, Taylor et Hacket.
Les carnets de noms de l'Ordnance Survey de 1836 donnent la description suivante du townland  Cabhanach, 'qui regorge de creux'. Appartient à Montgomery. Dîme 10d par acre arable. 90 acres de tourbière et de pâturage. Produit de l'avoine et des pommes de terre. Lumière du sol. Les maisons sont construites de boue. Les habitants sont principalement des protestants. 
Les listes de noms de l'Ordnance Survey de 1836 donnent la description suivante du townland Cabhanach, qui regorge de creux. Appartient à Montgomery. Dîme 10d par acre arable. 90 acres de tourbière et de pâturage. Produit de l'avoine et des pommes de terre. Sol léger. Les maisons sont construites de boue. Les habitants sont principalement des protestants. 
En 1857, l'évaluation de Grifith cite Vernon comme propriétaire et Faris, Taylor, Kells, Netterfield, Pattison, Armstrong et Stokes comme locataires.
Dans la collection de Dúchas School, un récit de James Taylor cite un conte de fées qui s’est déroulé à Cavanagh dans les années 1850. Dans la même collection, il est fait une description de Cavanagh en 1938.

## Évolution démographique
| Année de recensement | nombre d'habitants     | nombre d'habitations |
| 1841                 | 74                     | 16                   |
| 1851                 | 51 (famine de 1845–47) | 11                   |
| 1861                 | 69                     | 12                   |
| 1871                 | 64                     | 12                   |
| 1881                 | 79                     | 11                   |
| 1891                 | 67                     | 11                   |
| 1901                 | **                     | 11                   |
| 1911                 | *                      | 11                   |